# Marcos E. Becerra
Marcos Enrique Becerra (Teapa, Tabasco, 25 de abril de 1870 – Ciudad de México, 7 de enero de 1940) fue un escritor, poeta y político mexicano que produjo estudios pioneros históricos, lingüísticos, filológicos y etnográficos relacionados con el pasado precolombino y colonial. Tuvo puestos en el gobierno federal y en los estados de Tabasco y Chiapas. Fue miembro de la Academia Mexicana de la Historia.

## Estudios y primeros años
Fue hijo de Camilo Becerra y Ballinas, un nativo de San Cristóbal de las Casas, Chiapas, y de Luisa Sánchez Formento. Becerra completó su escolaridad en su propia ciudad. En 1900, con estudios independientes, recibió un grado de enseñanza del Instituto Juárez de San Juan Bautista. En su juventud trabajó como encuadernador, escriba, dependiente, apuntador teatral, y, eventualmente, maestro. Una de sus primera obras publicadas, Guía del lenguaje usual para hablar con propiedad, pureza y corrección, data de ese periodo (1901) y los basó en sus estudios autodidactas del español ejerció la docencia y durante esta etapa escribió sus dos primeros libros, La guía del lenguaje y el libro de soneteos Musa breve.

## Incursión a la vida política
Su fama de erudición se expandió rápidamente y se reforzaron al ganar las elecciones para diputado federal del Estado de Tabasco, exitosamente en su primer intento. Durante los años finales del Porfiriato fue director general federal de la Educación Media en la Secretaría de Educación Pública. En el XVII Congreso Internacional de Americanistas, celebrado en Ciudad de México, en septiembre de 1910, Becerra presentó un importante artículo histórico sobre la expedición de Hernán Cortés de 1524 a 1525 a Las Hibueras. Al año siguiente, volvió a Tabasco para servir al gobernador Manuel Mestre Ghigliazza como secretario general del Gobierno y como director de Educación Pública; consecuente con el asesinato del presidente Francisco I. Madero en febrero de 1913, ambos Ghigliazza y Becerra renuncian en protesta.

## Director de Educación y académico
En 1914, Becerra se mudó a Tuxtla Gutiérrez (la capital del Estado de Chiapas), donde laboró como educador y ocupa al mismo tiempo el puesto de director de Educación Pública por diez años; durante los cuales exitosamente reorganizó el sistema estatal de educación, fundando una Escuela de Comercio, y el "Internado Indígena de San Cristóbal", modelo en su clase. En 1921, mientras sigue en Tuxtla, publicó la obra lexicográfica La nueva gramática castellana, que, como con todos sus escritos publicados, fueron el fruto de su erudición autodidacta. En 1932, apareció lo que sería su mejor obra educativa: Nombres geográficos indígenas de Chiapas, un estudio de la toponimia maya. Además publicó monografías o artículos, de los idiomas y tradiciones de chol, mangue, nahua, maya yucateco, zoque.
En 1954, se publicó de forma póstuma su monumental obra de 800 pp. Rectificaciones y adiciones al Diccionario de la Real Academia Española: obra acompañada de miles de palabras y definiciones, rica en etimologías indígenas y aprobada y sostenida por autoridades lexicográficas. 
Durante sus últimos diez años fue miembro de número de la Academia Mexicana de la Historia, ocupando el sillón 21 de 1930 a 1940. Se casó y enviudó dos veces. Falleció, luego de una larga dolencia, en la Ciudad de México el 7 de enero de 1940.

## Algunas publicaciones
- Guía del lenguaje usual para hablar con propiedad, pureza y corrección, 1901.
- Musa breve; sonetos, 1907.
- Nombres geográficos del estado de Tabasco de la República Mexicana; origen lingüístico, estructura original y significación de los nombres de lugares de Tabasco que no corresponden á la lengua castellana, 1909.
- Verdadero concepto de nuestra guerra de independencia, 1910.
- Itinerario de Hernan Cortés en Tabasco; determinación de los lugares que tocó el conquistador don Hernando Cortés a su paso por Tabasco, en su expedición a Hibueras, en 1524-1525, 1910
- Los nombres del Palenque, 1911
- La papaya orejona (Pileus pentaphyllus), 1921
- La nueva gramática castellana. Cursos graduados para el estudio de la lengua castellana en las escuelas secundarias de la república, mexicana, 1921
- Que quiere decir el nombre de Chiapas? (Estudio etimológico i geroglífico), 1922
- Origen y significado del nombre de Yucatán, 1923
- Palavicini desde allá abajo, 1924
- Breve noticia sobre la lengua e indios Zoques, 1925
- El huacalxochitl de Hernández en un petroglifo, 1925
- Vocabulario de la lengua Chol, 1927
- Nombres geográficos indígenas del estado de Chiapas. Catálogo alfabético, etimológico, geográfico, histórica i mitológica, de todos los nombres de lugar (poblaciones, parajes, comarcas, regiones, alturas, valles, ríos, arroyos, lagunas, esteros, etc.) que están en las lenguas nahoa, Zoque, chiapaneca, tzotzil, tzeltal, chaneabal, mame, chol, maya i quiché, 1930
- El antiguo calendario chiapaneco; estudio comparativo entre este i los calendarios precoloniales maya, quiché i nahoa, 1933
- Crónica de Nueva España (Francisco Cervantes de Salazar; Francisco del Paso y Troncoso; Federico Goméz de Orozco; Marcos E. Becerra [editor]), 1914-1936
- La planta llamada quapaque o paque (correa guapaque, n. gen., n. sp.; trib. Dalbergiae. fam. Fabaceae), 1936
- En defensa del idioma maya (polémica), 1937
- Juegos precoloniales, 1945
- Rectificaciones y adiciones al Diccionario de la Real Academia española, 1954